# Lecane junki
Lecane junki är en hjuldjursart som beskrevs av Koste 1975. Lecane junki ingår i släktet Lecane och familjen Lecanidae. Inga underarter finns listade i Catalogue of Life.